# 陳杏村

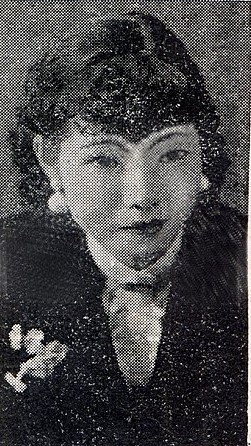
陳杏村在《臺灣人士鑑》上的肖像。

陳杏村（1909年1月3日—1977年），是一位出身臺北市的時裝設計師及商人。她是日本政治人物蓮舫的祖母。

## 生平

### 早年生活
1909年1月3日，陳杏村出生於新竹廳；她的父親是陳定墙，曾任職糖業及通譯等職務。
1923年3月，陳杏村畢業於蓬萊公學校（後為臺北市大同區蓬萊國民小學）。1926年，陳杏村畢業於臺北女子職業學校（或臺北州立臺北第三高等女學校）；同時，她與臺灣總督府醫學校畢業生謝達林結婚，並隨同他前往臺南白河開設當地首家醫院，又在稍後共同於關子嶺購置別墅。
1931年，陳杏村產下次子謝哲信（蓮舫的父親），並隨後隻身前往東京。
1934年，謝達林暴病而死，陳杏村隨即趕回白河參與其喪禮。隨後，陳杏村將丈夫的遺產整理，並攜帶其全部子女遷居臺北。

### 時裝店及戰時事業
1935年，陳杏村畢業於位在東京的銀座洋裝．洋裁學校。不久，陳杏村在臺北市開設洋裝店。
1936年4月前後，陳杏村前往上海。 1938年7月18日前後，陳杏村在臺北市開設咖啡廳。
1939年2月，陳杏村前往廣州尋找失蹤的胞弟陳建昌，並因而認識日本特務小島氏，後一同於上海成立「華南煙草運銷公司」。此間，陳杏村更協助「南洋兄弟煙草公司」與日本陸軍協調，最終使其解除封鎖重新開業；南洋兄弟煙草以陳杏村的名義捐贈資金予日本陸軍，日本陸軍則以該筆資金購入輕爆擊機及戰鬥機各一，又因南洋兄弟煙草顧及社會輿論而最終命名以「興亞第一四二六（杏村）」及「愛國第二五五〇（杏山）」。此外，陳杏村曾以「南華實業公司」常務名義與「吉野機關」福山芳夫中佐簽訂契約答應予以貸款，但最終沒有執行。
終戰後，陳杏村曾在林獻堂等前往上海與其會面並於自宅宴客。1945年10月16日，陳杏村在上海住處遭以「賣國」罪名逮捕並搜索，其子女皆前往新臺灣同志會尋求依附。
1946年9月，臺灣光復致敬團前往上海，林獻堂協助處理當地臺籍人士事務，也指派葉榮鐘等前往監獄拜訪陳杏村、蔡壽郎等十九名被羈押者。
1947年1月前後，陳杏村被軍事檢察官徐乃堃以「戰爭犯罪」罪名起訴；在南京軍事法庭上，她的委任律師李餐霞以「若僅有獻機或貸款行為即使之負支持戰爭之罪責，不免失之過當耳」為由進行辯護並請求判以無罪。1947年5月17日，審判長石美瑜等判決陳杏村無罪，其理由為「被告籍隸臺灣，本屬日本國民身分，縱令獻機、貸款屬實，亦係國民對於國家應盡之義務，雖其行為對敵國軍事不無協助，惟於國際公約及國際保證，並無違反海牙陸戰規例，亦無處罰規定，核其所為既不構成犯罪，自應為無罪之論之。」

### 香蕉外銷事業
後來，陳杏村在臺灣及日本成立貿易公司，並在臺灣區青果輸出業同業公會出任理事長及駐日辦事處主任等職位，以掌握臺灣的香蕉外銷市場。
1960年代初期，陳杏村協助吳振瑞等促成香蕉出口配額「五五出口制」實施（即臺灣省青果運銷合作社聯合社和青果輸出業同業公會的香蕉出口配額各佔五成）。同時，由陳杏村等所主導的青果輸出業同業公會曾捐建眷村果貿三村，陳杏村等也因此一同於稍後接受總統蔣中正表揚。
此後，陳杏村將生意逐漸交與謝哲信，並前往東京及美國居住，後又因感身體機能衰退而返回臺北，終於1977年逝世當地。

## 家庭
陳杏村與謝達林育有4個子女；其中，次子謝哲信是其香蕉事業的主要繼承者，也是蓮舫的父親。

## 軼事
- 蓮舫的名字為陳杏村所取。[3]